# Херринг-понд-вампаноаги
Херринг-понд-вампаноаги (англ. Herring Pond Wampanoag Tribe) — индейское племя в США, признанное штатом Массачусетс в 2024 году. В состав племени входят потомки народа вампаноагов. 
В 1977 году члены племени начали искать законные способы восстановления права собственности на землю своих предков. В декабре 2018 года они получили право собственности на историческое кладбище площадью 6 акров в городе Плимут в штате Массачусетс, а через четыре года власти города передали в собственность племени земельный участок в 6 акров. В 2021 году племя получило грант в размере 100 000 долларов от Образовательного фонда Нелли Мэй.
До 2024 года херринг-понд-вампаноаги были признаны Комиссией по делам индейцев штата Массачусетс в качестве племенной группы, но это признание было формальным и не имело юридической силы. 19 ноября 2024 года племя получило официальное признание штата Массачусетс в соответствии с указом губернатора Моры Хили.